# Liste des cavités naturelles les plus longues de la Seine-Saint-Denis

Département de la Seine-Saint-Denis.

La liste des cavités naturelles les plus longues de la Seine-Saint-Denis recense sous la forme d'un tableau, les cavités souterraines naturelles connues, dont le développement est supérieur ou égal à cinquante mètres.
La communauté spéléologique considère qu'une cavité souterraine naturelle n'existe vraiment qu'à partir du moment où elle est « inventée » c'est-à-dire découverte (ou redécouverte), inventoriée, topographiée et publiée. Bien sûr, la réalité physique d'une cavité naturelle est la plupart du temps bien antérieure à sa découverte par l'homme ; cependant tant qu'elle n'est pas explorée, mesurée et révélée, la cavité naturelle n'appartient pas au domaine de la connaissance partagée.
La liste spéléométrique des plus longues cavités naturelles de la Seine-Saint-Denis (≥ 50 m) est  actualisée fin 2018.
La plus longue cavité répertoriée dans le département de la Seine-Saint-Denis est la grotte de Vaujours (cf. ligne 1 du tableau ci-dessous).

## Seine-Saint-Denis (France)

### Cavités de développement supérieur ou égal à50m
2 cavités sont recensées au 31-12-2018.
| Réf. | Cavités (autres noms)          | Communes     | Massifs ou zones géographiques | Coordonnées (WGS 84) | Développement (en mètres) | Dénivelée (en mètres) | Sources ou références     | Mises à jour |
| ---- | ------------------------------ | ------------ | ------------------------------ | -------------------- | ------------------------- | --------------------- | ------------------------- | ------------ |
| 1    | Grotte de Vaujours             | Vaujours     |                                |                      | +000500, m                | +0000, m              | Spéléométrie de la France | 2000-00      |
| 2    | Grotte de la carrière de gypse | Livry-Gargan |                                |                      | +0 00050, m               | +0000, m              | Spéléométrie de la France | 2000-00      |